# Gualtiero Isacchi
Gualtiero Federico Isacchi (ur. 7 września 1970 w Lecco) – włoski duchowny katolicki, arcybiskup Monreale od 2022.

## Życiorys
7 grudnia 1994 otrzymał święcenia kapłańskie i został inkardynowany do diecezji Albano. Uzyskał licencjat z teologii na Papieskim Uniwersytecie Laterańskim. Był m.in. dyrektorem kilku kurialnych wydziałów, rektorem seminarium, wikariuszem biskupim ds. koordynacji duszpasterstwa w diecezji oraz diecezjalnym ekonomem.
28 kwietnia 2022 został mianowany przez papieża Franciszka ordynariuszem archidiecezji Monreale.
Święcenia biskupie przyjął 31 lipca 2022 w katedrze w Monreale. Głównym konsekratorem był kard. Marcello Semeraro, a współkonsekratorami abp Michele Pennisi i bp Vincenzo Viva. Jako motto swojej posługi wybrał słowa Gaudium Christus est ("Chrystus jest radością"), które wyrażają ufność wobec Słowa Pana.